# St-André (Lille)

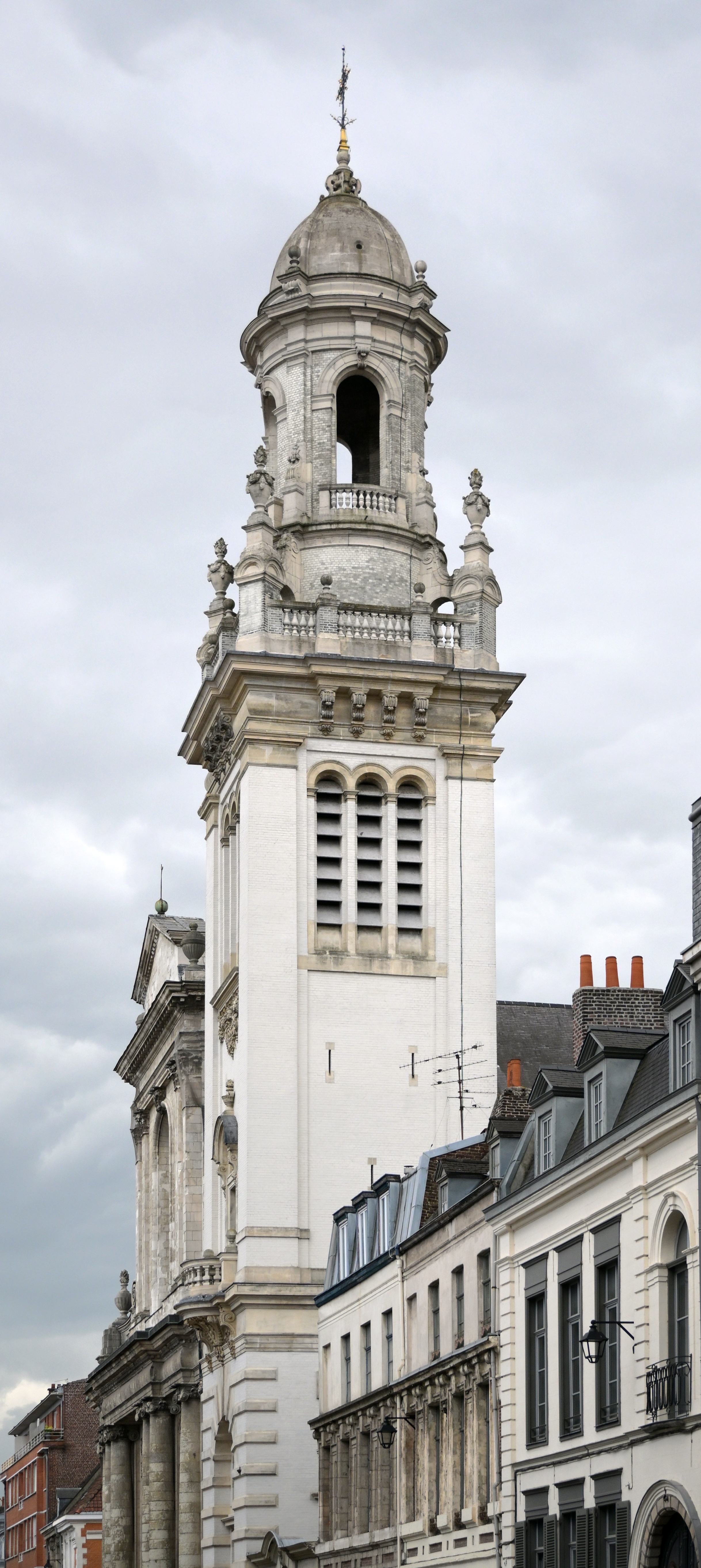
Kirche St-André in Lille

Die Kirche St. André  ist eine römisch-katholische Pfarrkirche in Lille in Frankreich. Sie ist seit 1949 als Monument historique klassifiziert.

## Lage und Patrozinium
Die Kirche liegt unweit des nördlichen Endes der Rue Royale im Stadtviertel Vieux Lille. Sie ist zu Ehren des Apostels Andreas geweiht.

## Geschichte

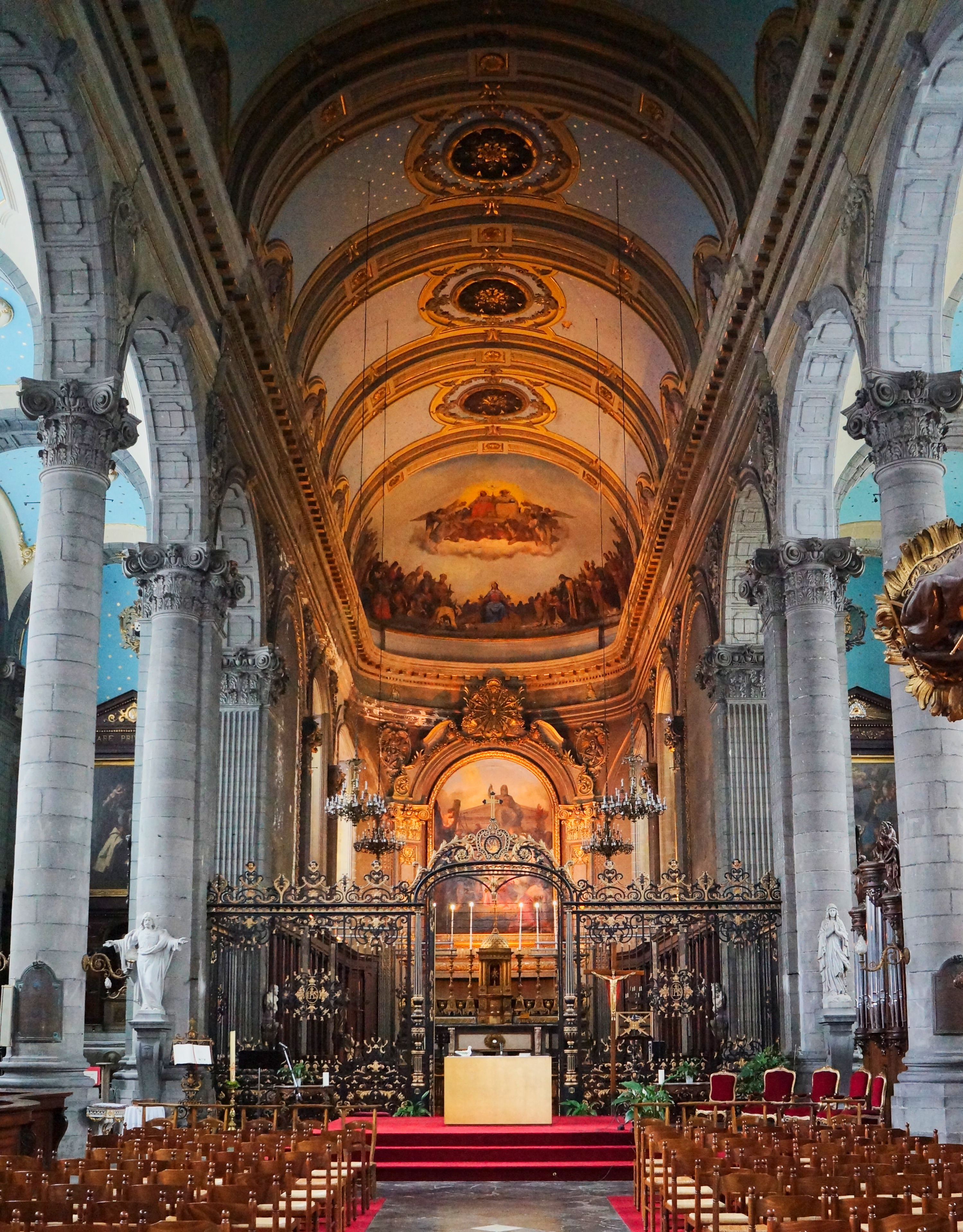
Kirche St-André in Lille

Die 1676 nach Lille gekommenen Beschuhten Karmeliten bauten von 1701 bis 1756 die Kirche als ihre Klosterkapelle nach Plänen des Architekten Thomas-Joseph Gombert (1672–1724). Der Turm von Louis-Marie Cordonnier (1854–1940) kam erst 1887 hinzu.
1784 verlor die umgebende Pfarrei St-André ihre Pfarrkirche und begann, die Karmelitenkirche zu nutzen. Nach Schließung des Karmel durch die Französische Revolution wurde die Kirche 1795 endgültig Pfarrkirche. Es ist die Taufkirche von Charles de Gaulle. Heute gehört sie zur Pfarrei Saint-Pierre du Vieux Lille.

## Ausstattung

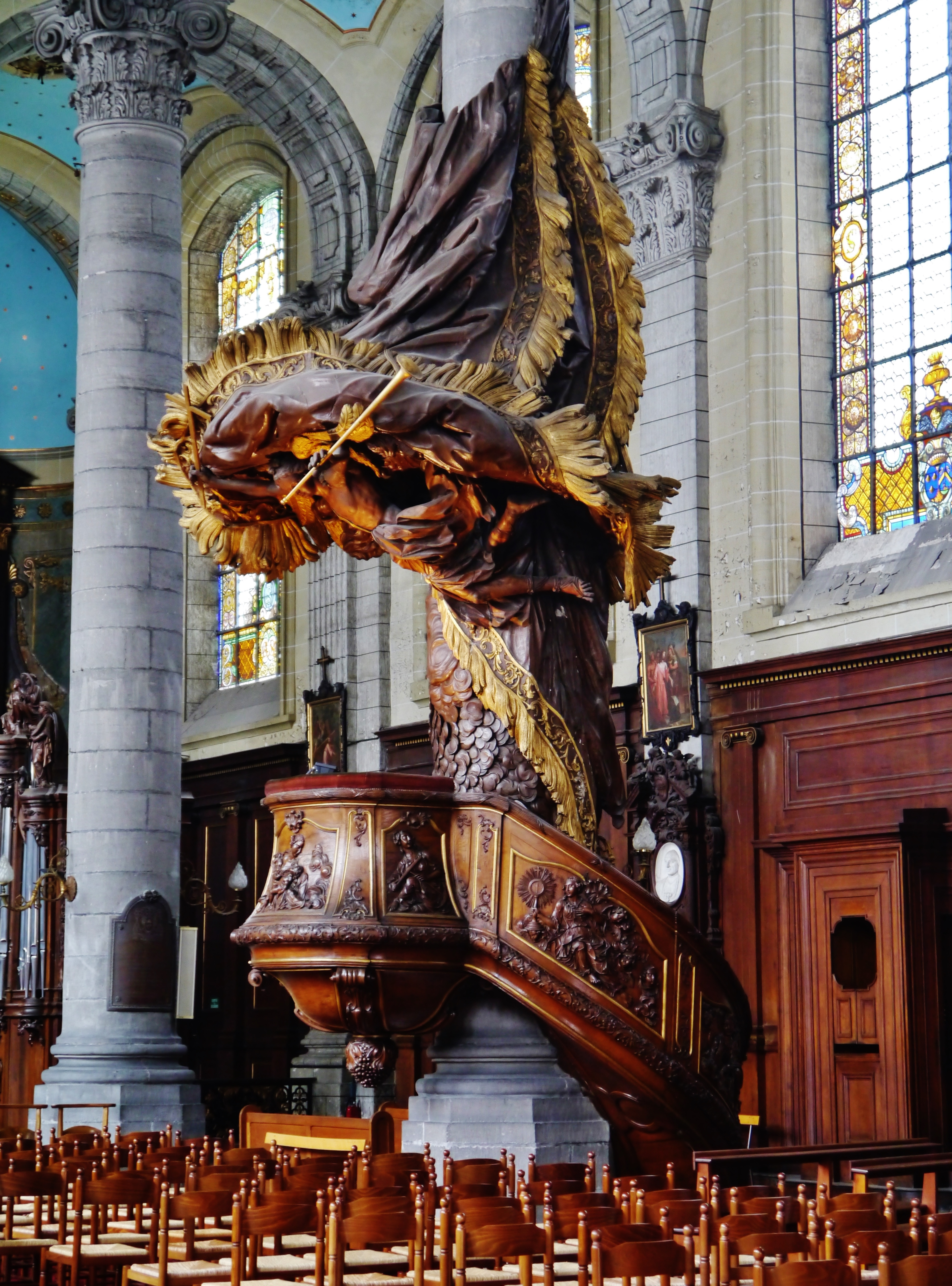
Kirche St-André (Kanzel)

Die 71 Meter lange und 28 Meter hohe dreischiffige Kirche ist reich ausgestattet. Prunkstück ist die Kanzel von 1768. Sie ist das einzige Ausstattungsteil, das schon vor 1789 zur Kirche gehörte und überlebt hat. Alles andere kam später aus anderen Kirchen hierher oder ist Werk des 19. Jahrhunderts.
Das schmiedeeiserne Chorgitter (1844) wurde nach Zeichnungen von Louis-Auguste Boileau angefertigt. Artus Quellinus II. schuf die Statuen von Petrus und Paulus, der Goldschmied François-Joseph Baudoux (1720–1788) die Tabernakeltür. Gemälde stammen von Otto van Veen, Cornelis Norbertus Gijsbrechts, Jakob van Oost dem Jüngeren, Arnould de Vuez und Alphonse Colas (1818–1887). Charles Stalars (1808–1870) stellte auf einem Gemälde das Kircheninnere dar, wie es 1836 aussah. Von Joseph Hussenot (1827–1896) stammt die Ausmalung des Gewölbes.